# Tekkan Yosano
Tekkan Yosano (与謝野 鉄幹), de son vrai nom Hiroshi Yosano, né le 26 février 1873 à Kyoto et décédé à l'âge de 62 ans le 26 mars 1935 à Tokyo, est un écrivain et poète japonais.

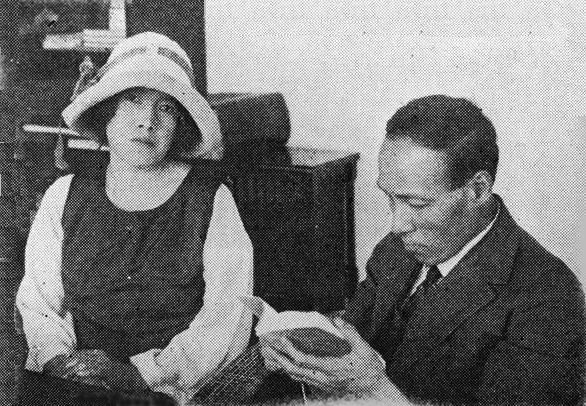
Avec sa femme Akiko Yosano.

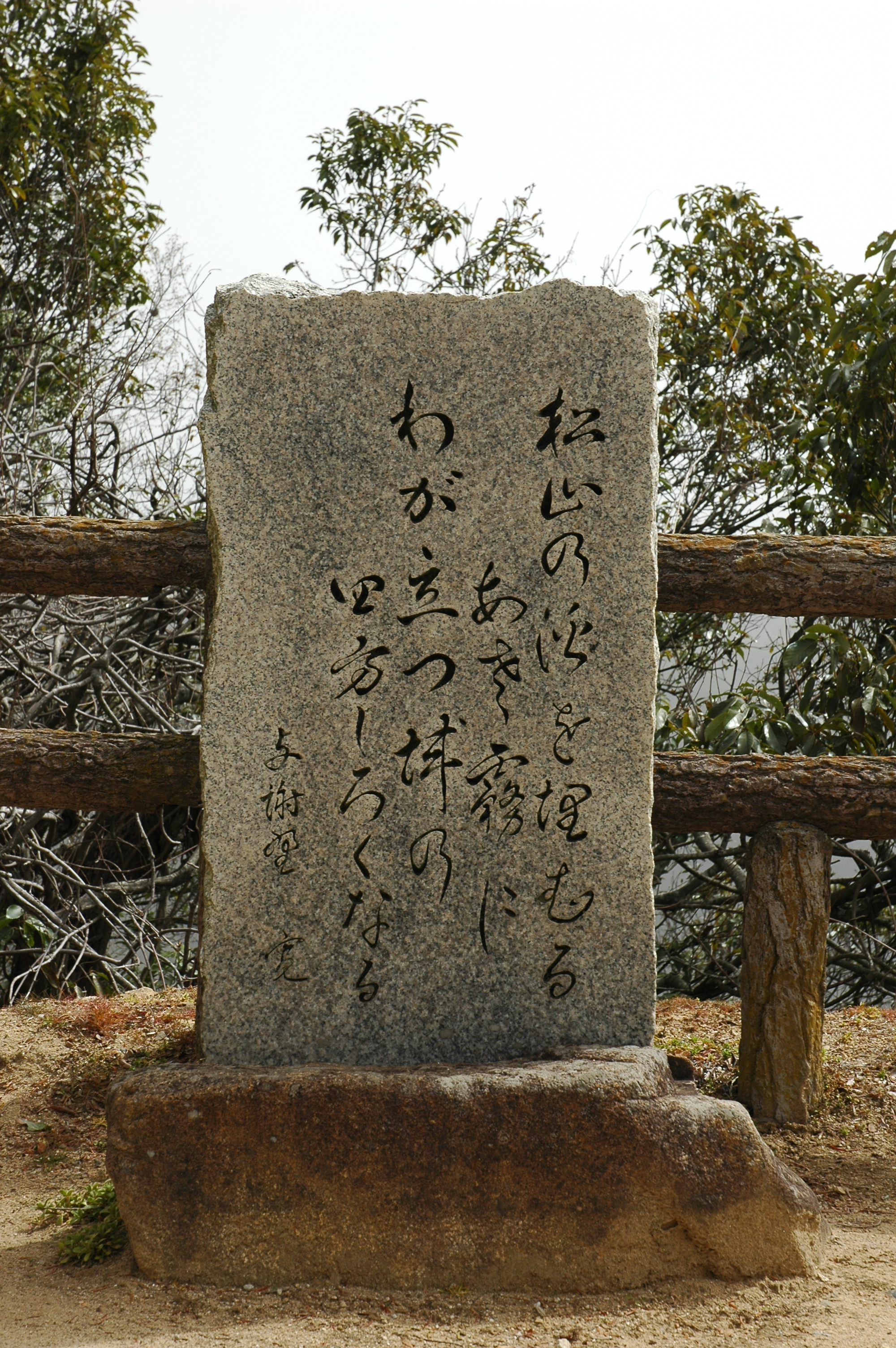
Plaque en sa mémoire au château de Bitchū Matsuyama.

Sa femme est la poétesse Akiko Yosano et son petit-fils est l'homme politique Kaoru Yosano.

## Biographie

### Jeunesse et formation
Né à Kyoto, Yosano est le fils d'un prêtre bouddhiste. Après l'obtention de son diplôme de l'université Keiō, il enseigne le japonais pendant quatre ans à l'école pour filles de Tokuyama (aujourd'hui Shūnan dans la préfecture de Yamaguchi). Il est forcé de démissionner après de supposées irrégularités avec une de ses élèves. À l'âge de 20 ans, il s'installe à Tokyo et devient écrivain de journaux. Le 11 mai 1894, il publie un article osé encourageant une réforme de la poésie japonaise, ou waka, afin de lui donner plus d'originalité et de la rendre plus populaire. 

### Carrière littéraire
En 1900, Yosano fonde la revue littéraire Myōjō (« Étoile brillante ») et se crée très vite un cercle de poètes fameux tels que Hakushū Kitahara, Isamu Yoshii et Takuboku Ishikawa. Le magazine devient immédiatement très  populaire auprès des jeunes poètes qui partagent l'enthousiasme de Yosano pour le renouveau du waka par l'intermédiaire de la poésie tanka. L'une des premières contributrices de la revue est une jeune femme nommée Hō Shō, mieux connu sous le pseudonyme de (après son mariage avec Yosano) Akiko Yosano.
Parmi les œuvres de Yosano, Bokoku no on (« Devoir de la patrie », 1894) est, malgré son titre nationaliste, un recueil de critiques littéraires et Tōzai namboku (« Est-ouest, nord-sud », 1896), est une anthologie de ses poèmes tanka.
Yosano est également l'un des cinq auteurs du recueil d'essais Cinq paires de chaussures.

## Source de la traduction
- (en) Cet article est partiellement ou en totalité issu de l’article de Wikipédia en anglais intitulé « Tekkan Yosano » (voir la liste des auteurs).